# 平潭站
平潭站位于中国福建省福州市平潭县君山镇二埠山，是福平铁路上的一个铁路车站，由南昌局集团管辖。2020年12月26日随福平铁路通车而启用。

## 历史
平潭站于2017年9月27日开工建设，2020年3月30日完成主体结构封顶。

## 车站结构
站房总建筑面积5.39万平方米，建筑高度28.8米；建筑主体3层，站场规模为2台5线。车站设3个扶梯、1个直梯，是中国目前最大的线侧平式混凝土结构站房。车站规模为2台5线，拥有1个侧式站台、1个岛式站台。